# Gäddtjärnen (Särna socken, Dalarna, 685837-135181)
Gäddtjärnen är en sjö i Älvdalens kommun i Dalarna och ingår i Dalälvens huvudavrinningsområde.